# NGC 1070
NGC 1070 è una vasta galassia a spirale situata nella costellazione della Balena, a una distanza di circa 186 milioni di anni luce dalla nostra Via Lattea.

## Scoperta
La galassia è stata scoperta il 13 dicembre 1784 dall'astronomo britannico di origine tedesca William Herschel.

## Descrizione
NGC 1070 ha una classe di luminosità II e presenta una larga riga a 21 cm dell'idrogeno neutro.

## Supernova
Il 6 dicembre 2008, all'interno di NGC 1070 è stata scoperta la supernova SN 2008ie da un gruppo di astronomi impegnati nel programma di ricerche di supernove denominato CHASE (CHilean Automatic Supernova sEarch) dell'Università del Cile. La supernova è stata classificata di  tipo IIb.